# Подере Аугуста (Рим)
Подере Аугуста је насеље у Италији у округу Рим, региону Лацио.
Према процени из 2011. у насељу је живело 58 становника. Насеље се налази на надморској висини од 20 м.